# Lalo Homer
Lalo Homer, nombre artístico de Carlos Isidoro Homer (1938-2007), fue un destacado músico y guitarrista, intérprete de música folklórica de Argentina. A comienzos de la década de 1960 formó el trío Tres para el Folklore, junto con Chito Zeballos y Luis Amaya, quienes establecieron un nuevo estándar en la forma de interpretar la guitarra en la música folklórica que fue seguido desde entonces. Al homenajearlo luego de su muerte, Suna Rocha lo nombró como "guitarra de guitarras".
Homer acompañó como guitarrista a músicos como Alfredo Abalos, Amelita Baltar, el Dúo Salteño, Marián Farías Gómez, León Gieco, César Isella, Julio Lacarra, Los Tucu Tucu, Suna Rocha, Mercedes Sosa y Chany Suárez, entre otros.

## Discografía
- Guitarreando (1962), con Tres para el Folklore

## Relaciones familiares
El músico Daniel Homer, integrante del Che Trío, es su hermano. Los músicos Obi Homer y Lucas Homer, son sus hijos.